# Neviusia alabamensis
Espèce
Classification phylogénétique
Neviusia alabamensis est une espèce de plantes à fleurs du genre Neviusia et de la famille des Rosaceae. C'est un arbuste originaire des États-Unis.

## Description
Neviusia alabamensis est un arbuste à feuilles caduques, à port dressé, de 3 à 6 pieds de hauteur et de largeur. Les feuilles sont alternes, simples, ovales à ovales-oblongues. La ramification est ouverte et arquée, pour finalement prendre une forme arrondie. Les fleurs blanches sont apétales, avec des étamines très voyantes, portées à la fin du printemps sur 3 à 8 cymes fleuries.

## Répartition
Neviusia alabamensis est considéré comme rare dans toute son aire de répartition, le Sud-Est des États-Unis. On le trouve dans des populations largement dispersées du nord-ouest de la Géorgie aux monts Ozarks, mais on pense que les populations sont principalement des clones asexués, aucune production de graines n'ayant été observée. En raison de sa distribution dispersée et de sa faible variabilité génétique, il est préoccupant pour la conservation. Son habitat naturel est constitué de forêts sur des sols calcaires avec une humidité saisonnière.

## Utilisation
Neviusia alabamensis sert de plante ornementale.